# Rhamphomyia lucidula
Rhamphomyia lucidula är en tvåvingeart som beskrevs av Zetterstedt 1842. Rhamphomyia lucidula ingår i släktet Rhamphomyia och familjen dansflugor. Artens status i Sverige är: . Inga underarter finns listade i Catalogue of Life.